# Powiat Amstetten
Powiat Amstetten (niem. Bezirk Amstetten) – powiat w Austrii, w kraju związkowym Dolna Austria, w rejonie  Mostviertel. Siedziba powiatu znajduje się w mieście Amstetten. Powiat podzielony jest na dwie części, które oddziela od siebie miasto Waidhofen an der Ybbs.

## Geografia
Powiat Amstetten graniczy: na północy z powiatem Perg, na północnym wschodzie z powiatem Melk, na wschodzie z powiatem Scheibbs, na południu z powiatem Liezen (w Styrii), na południowym zachodzie z powiatem Steyr-Land, na północnym zachodzie z powiatem Linz-Land i miastem Steyr.
Południowa część powiatu leży w Północnych Alpach Wapiennych, w grupie Ybbstaler Alpen.
Północną granicę powiatu stanowi Dunaj, częściowo zachodnią Aniza. Przez powiat przepływa również rzeka Ybbs.

## Podział administracyjny
Powiat podzielony jest na 34 gminy, w tym trzy gminy miejskie (Stadt), 18 gmin targowych (Marktgemeinde) oraz 13 gmin wiejskich (Gemeinde).
| Miasta 1. Amstetten (23 902) 2. Haag (5753) 3. St. Valentin (9374) Gminy targowe 1. Allhartsberg (2234) 2. Ardagger (3590) 3. Aschbach-Markt (3810) 4. Euratsfeld (2751) 5. Ferschnitz (1856) 6. Kematen an der Ybbs (2755) 7. Neuhofen an der Ybbs (3065) 8. Neustadtl an der Donau (2177) 9. Oed-Oehling (2086) 10. Seitenstetten (3425) 11. Sonntagberg (3713) 12. St. Georgen am Ybbsfelde (2863) 13. St. Peter in der Au (5141) 14. Strengberg (2150) 15. Wallsee-Sindelburg (2188) 16. Wolfsbach (2183) 17. Ybbsitz (3344) 18. Zeillern (1906) | Gminy 1. Behamberg (3479) 2. Biberbach (2327) 3. Ennsdorf (3238) 4. Ernsthofen (2313) 5. Ertl (1249) 6. Haidershofen (3726) 7. Hollenstein an der Ybbs (1692) 8. Opponitz (890) 9. St. Georgen am Reith (534) 10. St. Pantaleon-Erla (2692) 11. Viehdorf (1370) 12. Weistrach (2348) 13. Winklarn (1848) |
| | |

(liczba mieszkańców 1 stycznia 2023)

## Transport
Przez powiat Amstetten przebiega autostrada A1 (autostrada zachodnia) oraz następujące drogi krajowe: B1 (Wiener Straße), B22 (Grestner Straße), B31 (Ybbstal Straße), B42 (Haager Straße), B119 (Greiner Straße), B121 (Weyerer Straße) i B122 (Voralpen Straße).